# Carlos Hurtado Cervantes
Carlos Hurtado Cervantes (nacido el 26 de junio de 2003, en Cartagena) es un jugador de baloncesto español, que ocupa la posición de base. Actualmente milita en el Club La Salud Archena de Liga Segunda FEB.

## Biografía
Es un base formado en las categorías inferiores del Cebé Cartagena, y en la temporada 2017/2018 ingresó en la cantera del UCAM.
Logra ser Campeón de España con la Región de Murcia, en Categoría Preferente, en Minibasket y en Cadete, y en categoría infantil, el séptimo puesto en Categoría Especial (promediando 21,8 puntos). Juega con el UCAM la Minicopa Endesa, quedando séptimo clasificado en la Fase Final. Además, también con el UCAM, logra en los campeonatos de España de Clubs, el quinto lugar en categoría cadete, y el séptimo lugar en categoría júnior.
A partir de la temporada 2019/2020, alterna su participación en el equipo júnior con el filial de Liga EBA, en el que juega hasta la temporada 2022/2023
En 2019, es convocado por la Selección Española U17, y juega en diciembre el Torneo de Internacional de Inca, con triunfo (78-62) ante la selección rusa y derrota (74-85) ante un combinado balear U19 como preparación para el Mundial de 2020.
En la temporada 2023-2024, ficha por el Club La Salud Archena, con el que consigue el ascenso a Segunda FEB. En dicha fase final promedia 14,7 puntos de media en los tres partidos disputados.
En la temporada 2024-2025 debuta con el Club  Salud Archena en Segunda FEB.